# Chi è il più grande?
Chi è il più grande? si riferisce ad un episodio dei vangeli sinottici in cui Gesù, in seguito ad una discussione sorta fra i dodici apostoli su chi tra loro fosse il più grande, li invita all'umiltà. Ciascuno dei vangeli riporta l’episodio con alcune differenze.

## Vangeli di Marco e Luca
Nel vangelo secondo Marco e nel vangelo secondo Luca, l'episodio avviene in Galilea durante il viaggio verso Gerusalemme ed è collocato dopo che Gesù ha predetto la sua morte per la seconda volta. In Marco l'episodio è ambientato a Cafarnao, mentre in Luca il luogo preciso non è specificato.
In Marco, dopo il rientro a casa (probabilmente quella di Pietro) Gesù chiede ai discepoli di cosa stessero discutendo lungo la strada ed essi non rispondono, dato che avevano discusso su chi tra loro era il più grande. Gesù dice allora che se uno vuole essere il primo deve essere l'ultimo e il servo di tutti. Prende poi un bambino, se lo mette accanto e dice che chi avrebbe accolto un bambino nel suo nome avrebbe accolto lui e chi avrebbe accolto Gesù avrebbe accolto chi lo ha mandato.
In Luca l’episodio presenta parecchie analogie. Anche qui, i discepoli avevano discusso su chi tra di loro era il più grande. Gesù, conoscendo il loro pensiero, prende un bambino, se lo mette accanto e dice che chi avrebbe accolto un bambino nel suo nome avrebbe accolto lui e colui che lo ha mandato. Gesù conclude il discorso dicendo che "chi è il più piccolo fra tutti voi, quello è il più grande".

## Vangelo di Matteo
Il vangelo secondo Matteo non riporta alcuna precedente discussione fra i discepoli. Essi si avvicinano a Gesù e gli chiedono chi è il più grande nel regno dei cieli. Gesù chiama allora un bambino, lo pone in mezzo a loro e dice che per entrare nel regno dei cieli bisogna convertirsi e diventare come bambini. Chiunque diventa piccolo come un bambino sarà il più grande nel regno dei cieli. Chi accoglie un bambino nel nome di Gesù, accoglie Gesù.

## Interpretazione
Marco e Luca evidenziano il contrasto fra la seconda predizione della morte di Gesù e l'atteggiamento dei discepoli, che sembrano indifferenti alla sorte del maestro ma in realtà non comprendono il suo messaggio e non lo accolgono, convinti di seguire un messia vittorioso. Essi non fanno al maestro alcuna obiezione, temendo probabilmente qualche rimprovero come era avvenuto a Pietro in occasione della prima predizione della morte di Gesù. Ignorando ciò che gli era stato detto, si mettono a discutere di tutt'altro. La mentalità dei discepoli, influenzata dalla società dell'epoca, è intrisa di competitività e ricerca del prestigio personale. Gesù, leggendo nel loro animo, cerca di fargli capire che il potere era da lui concepito non come dominio sugli altri, ma come servizio. Mettendo un bambino in mezzo a loro, Gesù opera un capovolgimento di valori, perché nella società del tempo i bambini non contavano nulla e chi si preoccupava di salire nella scala sociale per dominare sugli altri non prestava loro alcuna attenzione. Gesù evidenzia che lui si identifica con i piccoli e chi li accoglie in nome di Gesù, accoglie Dio.
Matteo invece non fa riferimento a discussioni fra i discepoli, ma fa porre ad essi una domanda a Gesù che servirà da spunto per iniziare il suo discorso sulla comunità. In una comunità fondata sulla ricerca del potere e del dominio prevalgono il disprezzo verso chi non vale niente e l'invidia verso chi vale molto. Se la comunità mette invece al centro gli ultimi, questi non saranno disprezzati e lo stare insieme comporterà la disponibilità di ciascuno a servire gli ultimi. Oltre che all'umiltà, Gesù invita all'amore verso gli altri: accogliere veramente qualcuno significa fargli spazio e ciò diventa un servizio di amore, fatto per amore di Gesù e di Dio.